# Gemma (Name)
Gemma ist ein aus dem Lateinischen stammender weiblicher Vorname sowie Familienname mit der Bedeutung „Edelstein“ (→ siehe auch Gemme).

## Namenstag
11. April, Gedenktag der heiligen Gemma Galgani

## Varianten
- Jemma[2]

## Namensträger

### Vorname

#### Gemma
- Gemma Acheampong (* 1993), ghanaische Sprinterin (100-Meter-Lauf)
- Gemma Arró Ribot (* 1980), spanische Skibergsteigerin
- Gemma Arterton (* 1986), britische Schauspielerin
- Gemma Atkinson (* 1984), britische Schauspielerin und ein Glamourmodel
- Gemma Beadsworth (* 1987), australische Wasserballspielerin
- Gemma Bellincioni (1864–1950), italienische Sopranistin
- Gemma Bolognesi (1894–1983), italienische Schauspielerin
- Gemma Bonner (* 1991), englische Fußballspielerin
- Gemma Chan (* 1982), britische Schauspielerin und Model
- Gemma Cuervo (* 1934), spanische Schauspielerin
- Gemma Doyle (* 1981), schottische Politikerin
- Gemma Fay (* 1981), schottische Fußballspielerin
- Gemma Forsyth, australische Schauspielerin und Tänzerin
- Gemma Galgani (1878–1903), italienische Heilige und Mystikerin
- Gemma Gibbons (* 1987), britische Judoka, 2012 olympische Silbermedaille
- Gemma Hayes (* 1977), US-amerikanische Sängerin und Songwriterin
- Gemma Hinricher OCD (1932–1990), deutsche Karmelitin
- Gemma Howell (* 1990), britische Judoka
- Gemma Hussey (1938–2024), irische Politikerin der Fine Gael
- Gemma Jackson (* 1951), britische Szenenbildnerin und Produktionsdesignerin
- Gemma Jones (* 1942), britische Theater- und Filmschauspielerin
- Gemma Merna (* 1984), englische Schauspielerin
- Gemma New (* 1986), neuseeländische Dirigentin und Komponistin
- Gemma O’Connor (* 1940), irische Schriftstellerin
- Gemma Pörzgen (* 1962), deutsche Journalistin
- Gemma Ray (* 1980), britische Sängerin
- Gemma Salem (1943–2020), türkisch-schweizerische Schriftstellerin
- Gemma Spofforth (* 1987), britische Schwimmerin
- Gemma Steel (* 1985), britische Langstreckenläuferin
- Gemma Ward (* 1987), australisches Model
- Gemma Whelan, britische Komikerin und Schauspielerin

#### Jemma
- Jemma Carlton, britische Schauspielerin
- Jemma Dallender (* 1988), britische Schauspielerin
- Jemma Griffiths (* 1975), walisische Sängerin und Songwriterin, Künstlername Jem
- Jemma Nunu Kumba (* 1966), südsudanesische Politikerin
- Jemma Lowe (* 1990), britische Schmetterlingsschwimmerin
- Jemma McKenzie-Brown (* 1994), britische Schauspielerin
- Jemma Redgrave (* 1965), britische Schauspielerin
- Jemma Redmond (1978–2016), irische Physikerin und Biowissenschaftlerin
- Jemma Reekie (* 1998), britische Mittelstreckenläuferin aus Schottland
- Jemma Simpson (* 1984), britische Leichtathletin (800-Meter-Lauf)

### Familienname
- Andrea Gemma (1931–2019), italienischer Ordensgeistlicher, Bischof von Isernia-Venafro
- Cornelis Gemma (1535–1577), Mathematiker, Instrumentenbauer und Kartograf
- Giuliano Gemma (1938–2013), italienischer Schauspieler
- Roberta Gemma (* 1980), italienische Nackt- und Pornodarstellerin

### Künstlername
- Gemma R. Frisius (eigentlich Jemme Reinersz; 1508–1555), friesischer Mathematiker und Kartograf